# Oteț Paisievo, Plovdiv
Oteț Paisievo (în bulgară Отец Паисиево) este un sat în comuna Kaloianovo, regiunea Plovdiv,  Bulgaria. 

## Demografie
Componența etnică a satului Oteț Paisievo
     Bulgari (99,1%)
     Nicio identificare (0,89%)
     Altele (0%)
La recensământul din 2011, populația satului Oteț Paisievo era de 224 locuitori. Din punct de vedere etnic, majoritatea locuitorilor (99,1%) erau bulgari. Pentru 0,89% din locuitori nu este cunoscută apartenența etnică.